# Avalanchetransistor
Ein Avalanchetransistor, auch Lawinentransistor genannt, ist eine besondere Art eines Bipolartransistors, die speziell für einen Betrieb oberhalb der Durchbruchsspannung, in der Region des Lawinendurchbruches (englisch Avalanche breakdown), entwickelt wurde. Der Transistor hat in dieser Betriebsart als wesentliche Eigenschaft einen negativen differentiellen Widerstand. Die erste Veröffentlichung zu dem Avalanchetransistor datiert auf das Jahr 1955 und erfolgte durch J. J. Ebers und S. L. Miller bei den Bell Laboratories.
Durch diesen besonderen Arbeitspunkt erreicht der Transistor relativ große Ströme, bei einigen Typen mehrere 10 A, und zu herkömmlichen Bipolartransistoren vergleichsweise kurze Schaltzeiten unter 1 ns. Eine besondere Unterart des Avalanchetransistors ist die Controlled Avalanche Transit Time Triode (CATT), die in Verstärkern im Mikrowellenbereich eingesetzt wird.
Entgegen einem normalen Bipolartransistor ist es bei gleichzeitiger zeitlicher Begrenzung des Stromflusses möglich, Avalanchetransistoren herzustellen, die auch im Bereich des 2. Durchbruchs betrieben werden können, ohne dass diese dabei permanent beschädigt oder zerstört werden. Diese Betriebsart kann dazu eingesetzt werden um die schaltbare Spannung und die schaltbaren Ströme weiter zu erhöhen, ohne dabei die Schaltzeit negativ zu beeinflussen. R. J. Baker veröffentlichte 1991 dazu eine Abhandlung mit einigen entsprechenden Beispielen.

## Anwendung
Die Transistoren werden in schnellen Pulsgeneratoren mit hohen Ausgangsspannungen und Ausgangsströmen bei Anstiegs- und Abfallzeiten unterhalb von 1 ns eingesetzt. Die Unterart der Controlled Avalanche Transit Time Triode (CATT) findet in der Verstärkung von Mikrowellen Anwendung. Eine weitere Möglichkeit ist der Einsatz als Multivibrator.

## Beispiele
Beispiele für diesen Transistortyp sind die NPN-Avalanchetransistoren mit den Typenbezeichnungen FMMT413, FMMT415, FMMT417 und ZTX415 von der Firma Diodes Incorporated.